# Идэгути, Франциск Ксаверий Ититаро
Франциск Ксаверий Ититаро Идэгути  (даты рождения и смерти не известны, Япония) — католический священник, апостольский администратор апостольской префектуры Миядзаки с 1940 года по 18 ноября 1945 год, префект Кагосимы с 10 июня 1940 года по 1955 год.